# Tsukuba Space Center

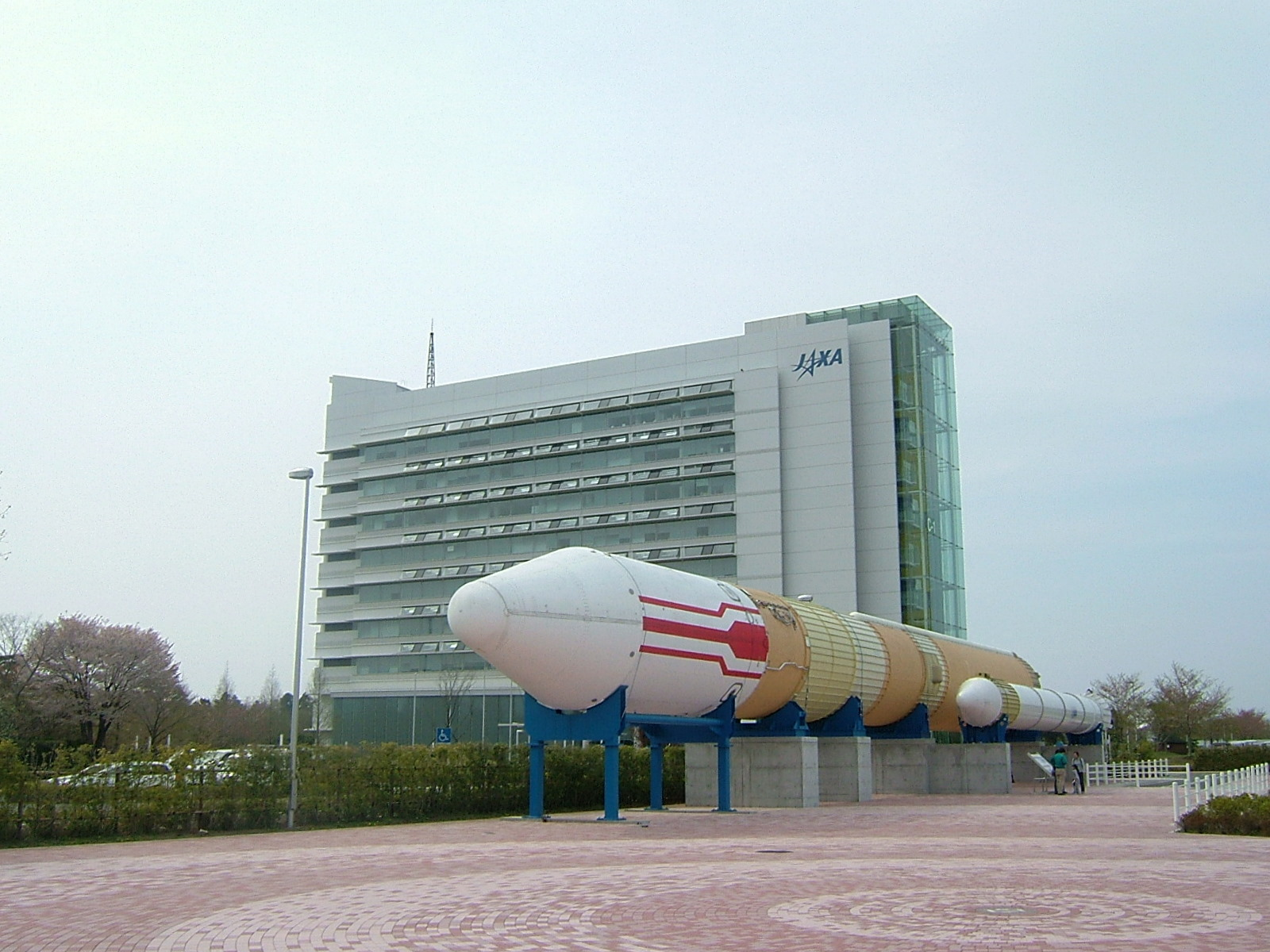
H-II-Rakete auf dem TKSC-Gelände

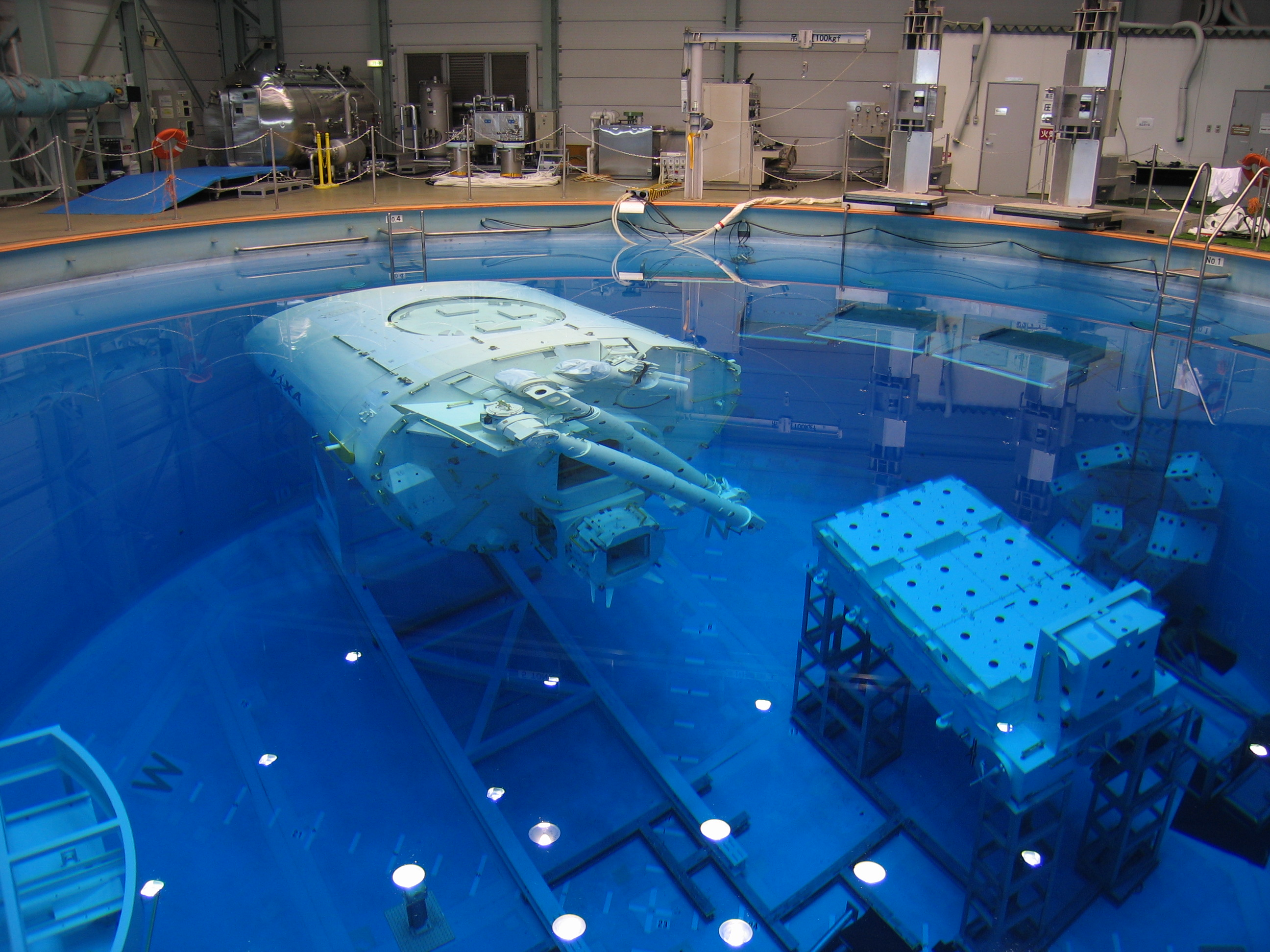
Das ISS-Modul Kibō bei Tests in einem Wassertank

Tsukuba Space Center – TKSC (japanisch 筑波宇宙センター Tsukuba uchū sentā, deutsch ‚Weltraumzentrum Tsukuba‘) ist ein von der japanischen Raumfahrtbehörde JAXA betriebenes Kontroll-, Forschungs- und Entwicklungszentrum in der japanischen Stadt Tsukuba in der Nähe von Tokio.
Die 1972 eröffnete Einrichtung beherbergt auf mehr als 500.000 m² einen Kernbereich der japanischen Raumfahrt. Auf dem Gelände werden Satelliten und Raketen entwickelt. Hier entstand u. a. das japanische Modul Kibō für die internationale Raumstation ISS. Ebenso werden hier die japanischen Raumfahrer ausgebildet. Außerdem befindet sich hier das Kontrollzentrum, von dem aus japanische Satelliten und Raumtransporter wie das HTV, gesteuert und überwacht werden. Das schwere Erdbeben im März 2011 richtete auch in Tsukuba schwere Schäden an, sodass der Betrieb des Raumfahrtzentrums zeitweise eingestellt wurde. Auf dem Gelände befindet sich auch eine Ausstellungshalle, in der Besuchern u. a. Modelle japanischer Raumfahrzeuge präsentiert werden.